# 1135
Cette page concerne l'année 1135  du calendrier julien.
L'année 1135 est une année commune qui commence un mardi.

## Événements
- Janvier : Zanki reçoit un appel désespéré de l’atabek de Damas, Ismaël, lui demandant de prendre possession de sa ville le plus rapidement possible, sinon il se verrait forcé de la livrer aux Francs[1].
- 30 janvier[2] : lorsque les notables de Damas apprennent les projets d’Ismaël, ils décident de s’y opposer par tous les moyens. Ils exposent la situation à la mère d’Ismaël, la princesse Zomorrod (Émeraude), qui fait assassiner son fils par ses serviteurs. Le chroniqueur Ibn al-Athir pense qu’elle a agi en apprenant qu’Ismaël avait pour projet de tuer son amant, le principal conseiller d’Ismaël, et peut être aussi de la punir elle-même. Zomorrod installe alors sur le trône un autre de ses fils, Mahmoud, et Damas se prépare à résister à Zanki, qui furieux, a établi son camp au nord-est de la ville. Les défenseurs, dirigés par un vieux compagnon de Tughtekin, le Turc Mu'in ad-Din Unur, sont décidés à se battre jusqu’au bout[1].
- 16 mars[2] : après quelques escarmouches, l’atabek se résout à un compromis : les dirigeants de Damas assiégée reconnaissent sa suzeraineté de manière purement nominale. Zanki, pour relever le moral de ses troupes, fait marcher son armée vers le nord[1].
- 17 avril : Zanki prend la forteresse d’al-Atharib[3]. Peu après il s’empare de plusieurs autres places fortes franques d’outre-Oronte, Zerdana, Maara, et Kafr Tab, qui menaçaient Alep[4].
- 24 juin : le calife de Bagdad Al-Mustarchid, abandonné par la plupart des émirs, est vaincu et capturé entre Hamadan et Bagdad par le sultan seldjoukide Ghiyath ad-Dîn Mas`ûd[5]. Relâché, il est assassiné deux mois plus tard.
- 7 septembre : Ar-Rachid est proclamé calife à Bagdad (fin le 8 août 1136)[6].
- Automne : expédition navale de Roger II de Sicile dans le golfe de Gabès. Il s'empare de l'île de Djerba[7].

- Échec de la révolte de Myoch'ŏng au Koryŏ (Corée) ; le moine bouddhiste Myoch'ŏng, conseiller du roi Injong depuis 1128, préconise le transfert de la capitale coréenne de Kaesŏng à P'yŏngyang pour dégager le roi de l'emprise de l'aristocratie ; devant le refus du roi Myoch'ŏng et ses partisans déclenchent une insurrection et fondent un nouveau royaume, Taewi. Les forces loyalistes conduites par l'érudit et historien confucéen Kim Pusik répriment le mouvement[8].
- Offensive byzantine en Orient (fin en 1138) : prise de Castamouni[9] puis de Gangres par Jean II Comnène[10]. Les Turcs Danichmendides de Mélitène sont vaincus, les Arméniens de Cilicie et le prince d’Antioche Raymond de Poitiers sont soumis (1137). La frontière est repoussée jusqu’à l’Halys.
- Les Jürchen mènent une campagne contre les Mongols de Kaboul khan, qui se termine par la victoire de ce dernier (1139)[11].

- La dynastie Zagoué remplace les Salomonides en Éthiopie[12].

### Europe

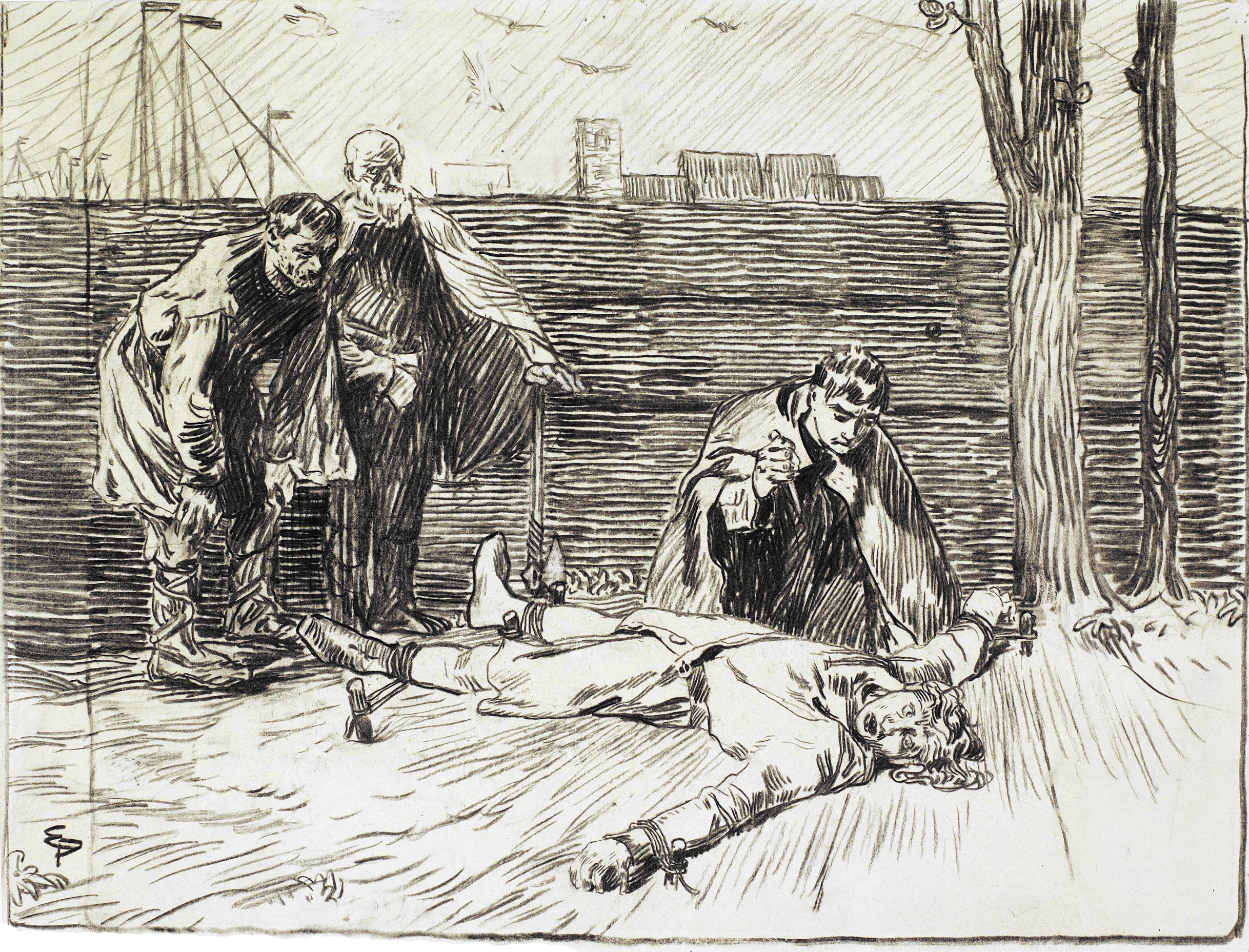
Le roi Magnus IV Blinde (l'Aveugle) est mutilé. Illustration des Eilif Peterssen pour la saga de Magnus L'Aveugle, dans Heimskringla (édition 1899).

- 7 janvier : prise de Bergen par Harald IV Gille, qui s’empare du trône de Norvège aux dépens de Magnus IV[13] mais est tué par un autre prétendant (1136).

- 6[14] ou 8 février : Roger II de Sicile, malade, est très affecté par la mort de sa femme Elvire de Castille. Le bruit de sa mort encourage la révolte de Robert II d'Aversa, de Rainulf d'Alife et du duc de Naples Serge, soutenus par les Pisans[15].

- 30 mai : ouverture du concile de Pise[16]. Excommunication du roi Roger II de Sicile et des partisans d’Anaclet[17].

- 5 juin : Roger II de Sicile, guéri, débarque à Salerne. Il reprend et détruit Aversa puis met le siège devant Naples[18].

- 4 août : sac d’Amalfi par les Pisans[19].

- 15 août : diète de Mersebourg. Une délégation vénitienne et byzantine plaide la nécessité d’une action combinée contre Roger II de Sicile[20]. Boleslas III Bouche-Torse, roi de Pologne, se reconnaît vassal de l’empereur Lothaire II et accepte de lui payer un tribut annuel[21].

- 1er octobre : Roger II de Sicile investit son fils Alphonse de la principauté de Capoue (fin en 1137)[22].

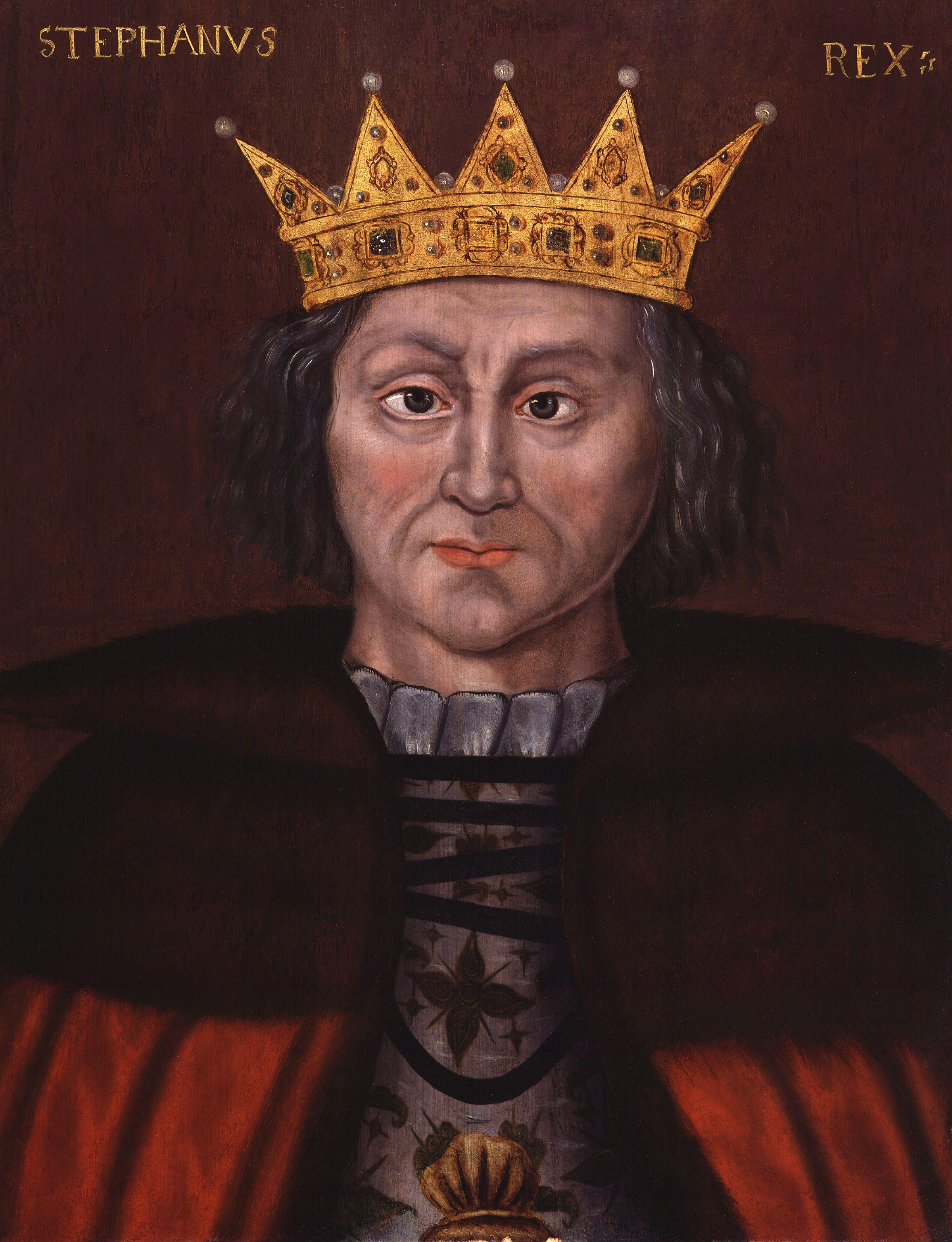
22 décembre : couronnement d’Étienne d’Angleterre, portrait anonyme v. 1620

- 1er décembre : Henri Ier d’Angleterre meurt sans laisser de fils, son neveu Étienne de Blois parvient à se faire couronner à Westminster le 22. Début de la guerre civile entre Étienne de Blois et Mathilde l’Emperesse qui est finalement vaincue (fin en 1153)[23].
- 22 décembre[24] : début du règne d'Étienne de Blois, roi d'Angleterre (fin en 1154). Sa faiblesse et les concessions dont il avait payé l’appui du clergé et des barons multiplient les révoltes, aggravées par les interventions écossaises. Ses réactions d’une violence excessive permettent à Mathilde, fille d’Henri Ier Beauclerc et épouse de Geoffroi Plantagenêt, spoliée du trône d’Angleterre, d’intervenir et de se faire reconnaître comme reine en 1141. Mais un nouveau retour de fortune ramène Étienne sur le trône. Mathilde se maintient en Normandie[25].

- L’hérésie cathare inquiète le clergé dans le nord de la Gaule[26]. Des hérétiques sont poursuivis à Liège, trois sont emprisonnés et l'un d'eux est brûlé[27] Des autodafés ont lieu en  Rhénanie.
- Construction du château de Leiria au Portugal, poste avancé en direction des Maures[28].
- Fondation de l’abbaye de Sturzelbronn[29].